# Decatur (Nebraska)
Decatur és una població dels Estats Units a l'estat de Nebraska. Segons el cens del 2000 tenia 618 habitants.

## Demografia
Segons el cens del 2000, Decatur tenia 618 habitants, 278 habitatges, i 180 famílies. La densitat de població era de 262,2 habitants per km².
Dels 278 habitatges en un 26,6% hi vivien nens de menys de 18 anys, en un 52,5% hi vivien parelles casades, en un 7,2% dones solteres, i en un 34,9% no eren unitats familiars. En el 33,1% dels habitatges hi vivien persones soles el 17,3% de les quals corresponia a persones de 65 anys o més que vivien soles. El nombre mitjà de persones vivint en cada habitatge era de 2,22 i el nombre mitjà de persones que vivien en cada família era de 2,8.
Per edats la població es repartia de la següent manera: un 23,5% tenia menys de 18 anys, un 4,5% entre 18 i 24, un 22,7% entre 25 i 44, un 28,3% de 45 a 60 i un 21% 65 anys o més.
L'edat mediana era de 45 anys. Per cada 100 dones de 18 o més anys hi havia 89,2 homes.
La renda mediana per habitatge era de 30.125 $ i la renda mediana per família de 37.857 $. Els homes tenien una renda mediana de 25.938 $ mentre que les dones 20.114 $. La renda per capita de la població era de 14.118 $. Aproximadament el 8% de les famílies i el 9,4% de la població estaven per davall del llindar de pobresa.

## Poblacions més properes
El següent diagrama mostra les poblacions més properes.